# سام مانتوم
سام مانتوم (بالإنجليزية: Sam Mantom) (20 فبراير 1992 في المملكة المتحدة - ) هو لاعب كرة قدم بريطاني في مركز الوسط. شارك مع منتخب إنجلترا تحت 17 سنة لكرة القدم. أما مع النوادي، فقد لعب مع أولدهام أثلتيك ونادي ترانمير روفرز لكرة القدم ونادي والسول ووست بروميتش ألبيون وHaukar ‏.

## وصلات خارجية
- سام مانتوم على موقع قاعدة بيانات كرة القدم.إي يو (الإنجليزية)
- سام مانتوم على موقع Soccerbase.com (لاعب) (الإنجليزية)
- سام مانتوم على موقع AS.com (الإسبانية)